# In My Mind
In My Mind je debitantski studijski album američkog glazbenika i glazbenog producenta Pharrella. Album donosi 15 skladbi, mješavinu udarnih hip-hop i laganijih R&B pjesama. Prvi objavljeni singl s albuma je pjesma "Can I Have It Like That", na kojoj je gostujuća pjevačica Gwen Stefani.
Uz Stefani, na ovom je albumu gostovalo mnogo glazbenika poznatih na rap/hip-hop glazbenoj sceni, poput Jay Zja, Snoop Dogga, Slim Thuga, Pusha-T, Kanye Westa i drugih.
Album počinje vrlo žestoko, već spomenutim singlom "Can I Have It Like That" te sljedećih nekoliko pjesama nastavlja u istom hip-hop tonu. Kako vrijeme odmiče, album postaje dosta 'smireniji' i do izražaja dolaze nešto laganije r'n'b pjesme uglavnom ljubavne tematike, poput "That Girl" i "Angel".
Cijeli album Pharrell je snimio sam, odsvirao je sve instrumente, pobrinuo se za miksanje i programiranje, a sve se to odvijalo u studijima u Los Angelesu, Miamiju te Virginia Beachu.

## Popis pjesama
| Br. | Skladba                                             | Autor                                | Trajanje |
| --- | --------------------------------------------------- | ------------------------------------ | -------- |
| 1.  | »Can I Have It Like That« (zajedno s Gwen Stefani)  | Pharrell Williams                    | 3:55     |
| 2.  | »How Does It Feel?«                                 | Pharrell Williams                    | 3:36     |
| 3.  | »Raspy Shit«                                        | Pharrell Williams                    | 3:35     |
| 4.  | »Best Friend«                                       | Pharrell Williams                    | 4:40     |
| 5.  | »You Can Do It Too«                                 | Pharrell Williams                    | 5:22     |
| 6.  | »Keep It Playa« (zajedno sa Slim Thugom)            | Pharrell Williams, Stayve Thomas     | 4:18     |
| 7.  | »That Girl« (zajedno s Snoop Doggom)                | Pharrell Williams, Calvin Broadus    | 4:01     |
| 8.  | »Angel«                                             | Pharrell Williams                    | 2:44     |
| 9.  | »Young Girl/I Really Like You« (zajedno s Jay Zjem) | Pharrell Williams, Sean Carter       | 8:13     |
| 10. | »Take It Off (Dim the Lights)«                      | Pharrell Williams                    | 4:07     |
| 11. | »Stay With Me« (zajedno s Pusha Tjem)               | Pharrell Williams, Terrence Thornton | 4:06     |
| 12. | »Baby« (zajedno s Nelly)                            | Pharrell Williams, Cornell Haynes    | 4:06     |
| 13. | »Our Father«                                        | Pharrell Williams                    | 3:27     |
| 14. | »Number One« (zajedno s Kanyeom Westom)             | Pharrell Williams, Kanye West        | 3:56     |
| 15. | »Show You How to Hustle« (zajedno s Lauren London)  | Pharrell Williams                    | 4:13     |

## Top liste
| Država                 | Završna pozicija |
| ---------------------- | ---------------- |
| SAD                    | 3                |
| Japan                  | 8                |
| Ujedinjeno Kraljevstvo | 7                |
| Finska                 | 27               |
| Francuska              | 29               |